# Proč? 13x proto
Proč? 13x proto (v anglickém originále 13 Reasons Why) je americký televizní seriál inspirovaný románem Proč? 13x proto od Jaye Ashera. Scénář k seriálu napsal Brian Yorkey, režíroval jej Tom McCarthy. První řada se skládá ze třinácti dílů, které byly zveřejněny 31. března 2017 prostřednictvím Netflixu. V květnu 2017 byla potvrzena druhá série, jejíž premiéra proběhla 18. května 2018.
Dne 6. června 2018 Netflix prodloužil seriál o třetí řadu, která by měla být zveřejněna dne 23. srpna 2019. V srpnu 2019 byla Netflixem objednána čtvrtá řada, jež bude zároveň finální řadou seriálu.

## Příběh
Student Clay Jensen se jednoho dne vrátí domů ze školy. Na krabici, jež se nachází na zápraží jeho domu, je napsané jeho jméno. Otevře ji a uvnitř objeví 7 audiokazet, jež nahrála Hannah Bakerová. Ta byla jeho bývalou spolužačkou a tajnou láskou, avšak před dvěma týdny spáchala sebevraždu. Na nahrávkách od Hannah odkrývá Clay emocionální deník popisující třináct důvodů (v každém díle seriálu se nachází jeden důvod), kvůli kterým se rozhodla ukončit svůj život. Tyto důvody poukazují na dvanáct lidí, kteří ji nějakým způsobem dohnali až k ukončení života. S nahrávkami přichází i instrukce, aby je Clay poslal dalším studentům a vytvořil řetězový dopis.

## Obsazení

### Hlavní role
| Dylan Minnette     | Clay Jensen     |
| Katherine Langford | Hannah Baker    |
| Christian Navarro  | Tony Padilla    |
| Alisha Boe         | Jessica Davis   |
| Brandon Flynn      | Justin Foley    |
| Justin Prentice    | Bryce Walker    |
| Devin Druid        | Tyler Down      |
| Miles Heizer       | Alex Standall   |
| Ross Butler        | Zach Dempsey    |
| Amy Hargreaves     | Lainie Jensen   |
| Kate Walsh         | Olivia Bakerová |
| Derek Luke         | pan Porter      |

### Vedlejší role
| Brian D'Arcy James  | Andy Baker            |
| Josh Hamilton       | Matt Jensen           |
| Michelle Selene Ang | Courtney Crimsen      |
| Steven Silver       | Marcus Cole           |
| Ajiona Alexus       | Sheri Holland         |
| Sosie Bacon         | Skye Miller           |
| Tommy Dorfman       | Ryan Shaver           |
| Brandon Larracuente | Jeff Atkins           |
| Timothy Granaderos  | Montgomery de la Cruz |
| Steven Weber        | ředitel Gary Bolan    |
| Keiko Agena         | Pam Bradley           |
| Mark Pellegrino     | šerif Standall        |
| Joseph C. Phillips  | pan Davis             |
| Cindy Cheung        | Karen Dempsey         |
| Henry Zaga          | Brad                  |
| Robert Gant         | Todd Crimsen          |
| Wilson Cruz         | Dennis Vasquez        |

## Vysílání
| Řada | Díly | Premiéra na Netflixu |
| ---- | ---- | -------------------- |
| 1    | 13   | 31. března 2017      |
| 2    | 13   | 18. května 2018      |
| 3    | 13   | 23. srpna 2019       |
| 4    | 10   | 5. června 2020       |

## Produkce
Společnost Universal Studios zakoupila filmová práva 8. února 2011. Selena Gomez měla hrát hlavní roli Hannah Baker. 29. října 2015 bylo oznámeno, že Netflix bude vytvářet seriálovou adaptaci knihy s Gomez jako výkonnou producentkou. Seriál produkují společnosti Anonymous Content a Paramount Television. Výkonní producenti jsou Gomez, McCarthy, Joy Gorman, Michael Sugar, Steve Golin, Mandy Teefey a Kristel Laiblin.
Seriál se natáčel v Kalifornii během léta 2016. Byl zveřejněn 31. března 2017.
7. května 2017 Netflix oznámil pokračování v podobě druhé série, jež bude mít premiéru 18. května 2018. Na svém facebookovém účtě zveřejnil krátké promo video.

## Ocenění a nominace
| Ocenění | Ocenění                           | Kategorie                                                              | Nominovaný                        | Výsledek  |
| ------- | --------------------------------- | ---------------------------------------------------------------------- | --------------------------------- | --------- |
| 2017    | Gold Derby Awards                 | Objev roku                                                             | Katherine Langford                | nominace  |
| 2018    | Guild of Music Supervisors Awards | Nejlepší hudební supervize v seriálovém dramatu                        | Season Kent                       | vítězství |
| 2018    | Imagen Awards                     | Nejlepší televizní herc                                                | Christian Navarro                 | nominace  |
| 2018    | NAACP Image Awards                | Nejlepší režie (dramatický seriál)                                     | Carl Franklin za "Tape 5, Side B" | vítězství |
| 2018    | MTV Movie & TV Awards             | Nejlepší seriál                                                        | Proč? 13x proto                   | nominace  |
| 2018    | MTV Movie & TV Awards             | Nejlepší seriálový herecký výkon                                       | Katherine Langford                | nominace  |
| 2018    | People's Choice Awards            | Nejoblíbenější seriál, který stojí za zhlédnutí                        | Proč? 13x proto                   | nominace  |
| 2018    | People's Choice Awards            | Nejoblíbenější dramatický seriál                                       | Proč? 13x proto                   | nominace  |
| 2018    | People's Choice Awards            | Nejoblíbenější seriálová hvězda (drama)                                | Katherine Langford                | nominace  |
| 2018    | People's Choice Awards            | Nejoblíbenější seriál                                                  | Proč? 13x proto                   | nominace  |
| 2018    | Satellite Awards                  | Nejlepší ženský herecký výkon v hlavní roli - televizní seriál - drama | Katherine Langford                | nominace  |
| 2018    | Satellite Awards                  | Nejlepší dramatický seriál                                             | Proč? 13x proto                   | nominace  |
| 2018    | Television Academy Honors         | Svědomitý televizní pořad                                              | Proč? 13x proto                   | vítězství |
| 2018    | Zlatý glóbus                      | Nejlepší ženský herecký výkon v hlavní roli - televizní seriál - drama | Katherine Langford                | nominace  |